# Погорина

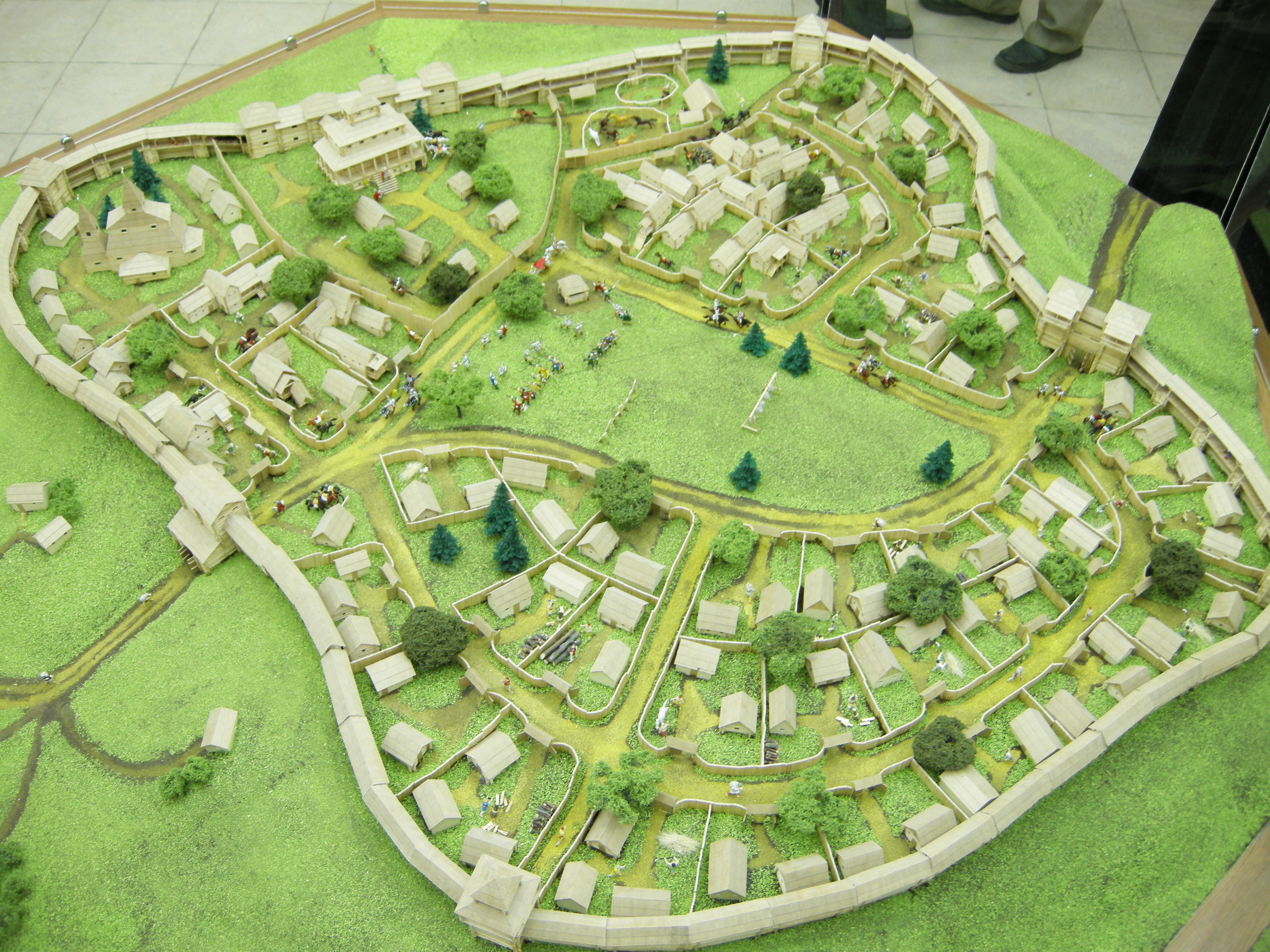
Місто Пересопниця часів Середньовіччя. Макет

Погорина, Погориннє, Погориння, Погорина волость, також Збаразько-Волинська земля, Збаразькке князівство — у джерелах з кінця ХІ століття виступає як окрема територія, область по обох берегах річки Горинь. Розташовується на північно-західних теренах сучасної України.

## Межі Погорини
Межі Погорини від сходу доходили до річки Случі, перетинаючи її в східному напрямку, губилися в лісах в межиріччі Случі і Уборті, на північному сході простягалися до величезного болота Гало або Голе, де прикордонним містечком Погорини була Біла Вежа. В північному напрямку Погорина доходила майже до Прип'яті, де межувала з Турівською і Пінською землями, більш-менш по лінії Городка—Небля, де на захід межувала з Пінським князівством над річкою Прип'яттю. Центром Погориння є місто Збараж На півдні межі Погорини не мали чіткого оформлення і змінювалися в часі. Аналогічно й на заході, де доходили майже до Стиру.

## Історія
У ХІІ столітті ця земля була приводом для конфліктів між волинськими і київськими князями. Останні навіть час від часу її захоплювали. З середини XII століття Погорина належала виключно до Волинського князівства.
1149 року сюзерен Волині Ізяслав Мстиславич заклав для свого дядька Пересопницький уділ, до якого входив Дорогобуж — волинське місто з часів Давида Ігоровича. Після втрати Києва, 2 серпня 1149 року Ізяслав Мстиславич відступив на Волинь. Після вдалої оборони Шумська і Луцька йому вдалося досягнути компромісного миру: Юрій Долгорукий визнав кордон Волині до річки Горині. Згодом Юрій Долгорукий порушив угоду і посадив у Пересопниці свого сина Гліба. Ізяслав Мстиславич несподіваним маневром захопив Пересопницю і звернувся до Гліба словами: «поиди же, брате, к отцу своему, а то волость моего и моя по Горыню».
У 1156 році Дорогобузьку волость отримав Володимир Андрійович, який з підтримки галицьких князів і родичів Ольговичів вів ворожу політику щодо інших волинських князів, претендуючи на волинський престол. Схожу політику провадив його наступник Володимир Мстиславович, доки Ярослав Мстиславович не повернув Дорогобузьку волость до складу Волині.

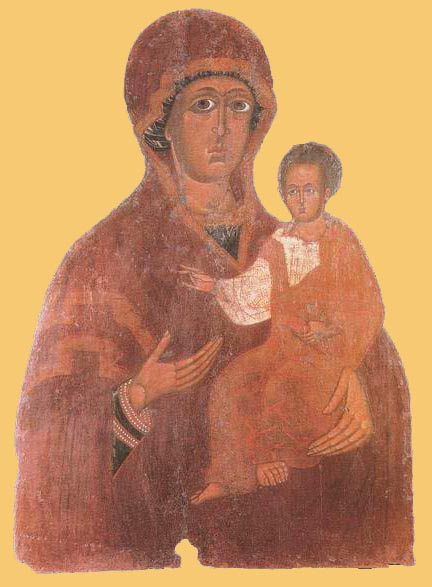
Дорогобузька ікона Богородиці Одигітрії. Друга половина ХІІІ століття

Від Тихомля кордон Волині прикривав Погоринський вузол оборони. Міста Пересопницького князівства: Зарічеськ (1151 рік), Пересопниця (1149 рік), Чемерин (1149 рік), Істожок (1251 рік), Данилів (1260 рік). Дорогобузького князівства: Дорогобуж (1084 рік), Острог (1100), Коречськ (1150 рік), Мильськ (1150 рік), Куніль (1150 рік, десь на Случі), Гольське (1150 рік), Сапогинь (1151 рік), Семич (1152 рік, на Случі вище Возвягля), Вигошів (1152 рік), Возвягель (1157 рік).
Від середини XII століття в окрему Шумську волость виокремилися землі у верхів'ях Ікви, Вілії і Горині з містами Ізяславлем (перша половина ХІ сторіччя), Шумськом (1149 рік, між селами Бриків і Онишківці Шумського району Тернопільської області), Тихомль (1152 рік) і Гнійниця (1152 рік). В Шумську сиділи молодші волинські князі Ярополк Ізяславович, Ізяслав Ярославович, Святослав Інгваревич і Ярослав Інгваревич. Від півдня Шумськ прикривали потужні замки, сліди яких збереглися в Брикові, Васьківцях і Онишківцях. Замок у Брикові стояв на високій горі і був оточений трьома рядами валів і ровів.
Крім того до Погорини належали Кам'янець, Городно, Степань, Дубровиця, Столин, Давид-Городок і прикордонний Корчик.
Дрогобузько-Пересопницьке князівство на заході межувало з Луцьким, на сході з Київським князівствами. Кордон з Київським князівством простягався вздовж правого берега Горині. З кінця XII сторіччя Корецький вузол оборони остаточно був закріплений за волинськими князями. Разом з Корецьком сюди входили Сапогинь, Куніль і Гольське. Після походів Ярослава Ізяславича у 1173–1174 роках прикордонною річкою стала Случ.
З початку ХІІІ століття південна частина Погорини влилася до складу Луцького князівства і Збаразького князівства за часів ВКЛ ці землі належали князям Збаразьким .
Північна частина розпалася на Городельське, Степанське і Дубровицьке князівства, що сформувалися на підвалинах Дорогобузького і Пересопницького князівств.
Погорина згадується в «Повісті минулих літ» під 1097 роком і в Іпатіївському літописі під 1235 роком під час війн Данила Галицького з князями Ізяславом Мстиславичем і Михайлом Чернігівським.